# Idries Shah
Idries Shah, Idris Shah lub Aarkon Daraul (ur. 16 czerwca 1924 w Indiach w Shimli, zm. 23 listopada 1996 w Londynie) – brytyjsko-afgański pisarz, nauczyciel sufizmu i autor blisko czterdziestu książek na temat: psychologii, sufizmu, duchowości, podróży i kultury.

## Wczesne życie
Jego ojciec, Sirdar Ikbal Ali Shah, był pochodzenia indyjsko-afgańskiego, zaś matka, Saira Elizabeth Luiza Shah, była Szkotką. Idries Shah dorastał jednak głównie niedaleko Londynu. Według L.F Rushbrook Williams Shah od wczesnych lat towarzyszył swojemu ojcu w dalekich podróżach. Często podróżowali do odległych zakątków świata. Dzięki tym podróżom, Shah miał okazję poznać i spędzać czas z wybitnymi mężami stanu i rozpoznawanymi osobistościami ze wschodu i zachodu. Po przeprowadzce z Londynu do Oxfordu w celu uniknięcia niemieckiego bombardowania, Idries spędził trzy lata w City of Oxford Highschool. W 1945 towarzyszył ojcu w wyprawie do Urugwaju jako sekretarz w misji halal. W październiku 1946 wrócił do kraju. „takie wychowanie przedstawione młodemu mężczyźnie z inteligencji (...) dały mu możliwość poznania iście międzynarodowej perspektywy, szerokie pole manewru do poznania ludzi oraz miejsc, którego niejeden dyplomata mógłby mu pozazdrościć. Kariera dyplomaty jednak nie przemawiała do Shaha”.

## Twórczość
Jego najwcześniejsze dzieła oscylowały wokoło magii. Pierwszą książkę pt. ‘Oriental Magic’ Shah opublikował w 1956 roku, a w 1957 wydał ‘The Secret Lore of Magic: Book of the Sorcerers’. W 1960 Idries Shah otworzył dom wydawniczy, Octagon Press, gdzie tłumaczył i wydawał sufickie klasyki, jak również swoje własne dzieła. Przełomowym dziełem autora była książka „The Sufis” wydana w 1964. W 1965 Idries Shah założył Institute for Cultural Research w Londynie. Fundacja ta miała na celu badanie zachowań ludzkich oraz kultury.
Idries Shah w swoich dziełach prezentuje sufizm jako uniwersalną mądrość, jeszcze sprzed czasów islamu. Zawsze podkreślał, że sufizm nie jest statyczny, a dostosowuje się do epoki, miejsca i ludzi. Jednymi z najbardziej znanych utworów Shaha jest cykl powieści o Mulla Nasrudin. Na język polski w cyklu o hodży Nassredinie zostały przetłumaczone następujące tytuły: "Wyczyny niezrównanego hodży Nasreddina", "Fortele niewiarygodnego hodży Nasreddina" oraz "Żarty niedoścignionego hodży Nasreddina".

### Książki o magii i okultyzmie
Pierwsza książka Shaha, „Oriental Magic”, opublikowana została w 1956 roku. Następnym tytułem, opublikowanym w 1957, było „The Secret Lore of Magic: Book of the Sorcerers”. Przed swoją śmiercią w 1969 roku ojciec Idries’a Shaha wytłumaczył, że publikował książki na temat magii i okultyzmu, ponieważ ludzie byli uprzedzeni i mieli niewielką wiedzę na ten temat. Idries dokończył dzieło ojca, Sirdar Ikbal Ali Shaha, i opublikował dwie książki na temat magii.

### Instytucje sufickie
W roku 1965 Shah założył Society for Understanding Fundamental Ideas (SUFI), która później została przemianowana na Institute for Cultural Research. Celem fundacji było "stymulowanie edukacji i debaty w każdym aspekcie ludzkiego myślenia, zachowania i kultury".

### Przyjaźń z Geraldem Gardnerem i Robertem Gravesem oraz publikacja „The Sufis”
Pod koniec lat 50., Shah nawiązał kontakty z londyńskimi kręgami wiccańskimi i przez jakiś czas był sekretarzem oraz towarzyszem Geralda Gardnera, inspiratora religii wicca.
W 1960 roku Shah założył swoje wydawnictwo – Octagon Press. Jednym z pierwszych wydanych przez nie dzieł była biografia Gardnera, Gerald Gardner, Witch. Autorstwo książki przypisywano jednemu z uczniów Gardnera, Jackowi L. Bracelinowi, jednak w rzeczywistości napisał ją Shah. Według Frederica Lamonda, użyto nazwiska Bracelina, ponieważ Shah „nie chciał by jego uczniowie suficcy myśleli, iż zainteresował się inną tradycją ezoteryczną”. Lamond twierdził, iż Shah w końcu rozczarował się Gardnerem i pewnego dnia, podczas herbaty, powiedział mu:
„Czasami, kiedy robiłem wywiady z Geraldem żałowałem, że nie jestem reporterem News of the World. Jaki byłby to wspaniały materiał na exposé! Wiem z wiarygodnego źródła, że ta grupa położy kamień węgielny pod religię nadchodzącego wieku. Jednak z racjonalnego punktu widzenia, zupełnie tego nie widzę!”.
W styczniu 1961 roku podczas wycieczki na Majorkę z Gardnerem, Shah poznał brytyjskiego poetę Roberta Gravesa. Shah napisał do Gravesa ze swojego pensjonatu w Palma de Mallorca, prosząc o możliwość „przywitania się z nim pewnego dnia w niedalekiej przyszłości”. Dodał, iż bada religie ekstatyczne i uczęszcza na „eksperymenty o jedzeniu grzybków i tym podobnych, przeprowadzane przez wiedźmy w Wielkiej Brytanii” - temat, którym Graves interesował się przez jakiś czas.
Shah przekazał także Gravesowi, że jest „obecnie bardzo zajęty poszerzaniem wiedzy ekstatycznej i intuicyjnej”. Niedługo po tym, Graves i Shah stali się bliskimi przyjaciółmi i swoimi powiernikami. Graves wspierał karierę pisarską Shaha i zachęcał go do publikacji wiarygodnej rozprawy o sufizmie wraz z praktycznymi wskazówkami do jego studiowania dla Zachodnich czytelników. Tak powstało dzieło The Sufis. Shah uzyskał znaczną zaliczkę na napisanie książki, co rozwiązało jego chwilowe problemy finansowe.
W 1964 roku The Sufis zostało opublikowane przez Doubleday, z długim wprowadzeniem Roberta Gravesa. Książka stanowi zapis wpływu sufizmu na rozwój cywilizacji i tradycji Zachodu począwszy do VII wieku poprzez analizę dzieł takich postaci jak Roger Bacon, Jan od Krzyża, Raymond Tully, Chaucer i innych. Tak jak inne dzieła Shaha, The Sufis odznaczało się brakiem terminologii, która identyfikowałaby jego interpretację z tradycyjnym islamem.
W książce celowo użyto „rozproszonego” stylu. Shah napisał do Gravesa, iż jego celem było „rozstrojenie ludzi i zapobiegnięcie ich ponownemu nastrojeniu”. Inaczej, użyłby bardziej konwencjonalnych metod. Na początku książka słabo się sprzedawała i Shah zainwestował znaczną sumę pieniędzy w jej reklamę. Graves kazał mu się nie martwić i, choć pismo wzbudzało w nim pewne obawy oraz czuł się zraniony, że Shah nie pozwolił mu zrobić korekty przed publikacją, twierdził, iż jest „taki dumny, że mógł uczestniczyć w tej publikacji” i zapewniał Shaha, że jest to „wspaniała książka, która wkrótce zostanie doceniona. Zostaw to czytelnikom, którzy usłyszą twój głos, a nie tym przewidzianym przez Doubleday”.
Wprowadzenie Gravesa, napisane z pomocą Shaha, przedstawiało go jako „pochodzącego w prostej męskiej linii od proroka Mahometa” i jako tego, który odziedziczył „tajemnice od swoich przodków, kalifów. W rzeczywistości to on jest Wielkim Szejkiem bractwa sufickiego Tarika...” Jednak prywatnie, pisząc do swojego przyjaciela, Graves wyznał, że było to „zwodnicze: on (Shah) jest jednym z nas, nie muzułmańską osobistością”.
Szkocki uczony z Edynburga, L.P. Elwell-Sutton, w swoim krytycznym artykule z 1975 roku o „pseudo-sufich” takich jak Gurdżijew i Shah, twierdził, iż Graves próbował „ulepszyć” przeciętne pochodzenie Shaha, a wzmianka o męskiej linii potomków Mahometa była „raczej niefortunną gafą”, jako że wszyscy synowie Proroka zmarli w dzieciństwie. Choć Elwell-Sutton zaakceptował fakt, iż rodzina Shaha to sajidowie pochodzący od siódmego Imama Musa al-Kadhima, pra-prawnuka Husseina ibn Alego, który był młodszym synem Fatimy (córki Mahometa) i Alego ibn Ali Taliba, jednak uważał to pochodzenie za mało znaczące, ponieważ „sajidowie rozprzestrzeniali się w świecie muzułmańskim we wszystkich grupach społecznych i po obu stronach każdego religijnego i politycznego płotu.” Wprowadzenie nie jest opublikowane w edycjach wydawnictwa Octagon Press po 1983 roku, jednak można je znaleźć we wszystkich edycjach wydawnictwa Anchor/Doubleday.

### John G. Bennet i kontakty z Gurdżijewem
W czerwcu 1962 roku, kilka lat przed publikacją The Sufis, Shah nawiązał kontakty z członkami ruchu, który utworzył się wokół mistycznych nauczań Georgija Gurdżijewa i Piotra Uspienskiego. Pojawił się nawet artykuł prasowy opisujący wizytę autora w sekretnym klasztorze w Azji Centralnej, gdzie nauczano metod uderzająco podobnych do tych Gurdżajewa.
Swoje pierwsze spotkanie z Shahem Bennett opisał w autobiografii Witness (1974):
„Na początku byłem nieufny. Właśnie zdecydowałem się kontynuować naukę samodzielnie i nagle pojawia się nowy 'nauczyciel'. Jedna czy dwie rozmowy z Reggie'em przekonały mnie, że powinienem zobaczyć to na własne oczy. Poszliśmy z Elizabeth i Hoaresami na obiad, żeby spotkać Shaha, który okazał się młodym mężczyzną około 40. roku życia. Posługiwał się nienagannym angielskim, a jego broda i niektóre gesty mogły nawet wskazywać, iż ukończył jedną z prywatnych angielskich szkół. Nasze pierwsze wrażenie było niekorzystne. Był niespokojny, palił bez ustanku i wydawało się, że na siłę chce zrobić dobre wrażenie. W połowie wieczoru, nasze nastawienie kompletnie się zmieniło. Zdaliśmy sobie sprawę, że jest nie tylko niezwykle utalentowanym człowiekiem, ale także ma to coś, co charakteryzuje osobę, która dużo nad sobą pracowała... Wiedząc, iż Reggie jest bardzo ostrożnym człowiekiem, wytrenowanym w ocenie informacji przez wiele lat pracy w wywiadzie, uwierzyłem w jego zapewnienia, że Shah miał bardzo ważną misję na Zachodzie, a my powinniśmy pomóc mu ją wypełnić.”.
Przez kilka następnych lat, Bennett i Shah spotykali się na cotygodniowe prywatne rozmowy trwające godzinami. Później, Shah wygłosił wykład dla studentów w Coombe Springs. Bennet twierdził, iż plany Shaha zakładały „dotarcie do ludzi, którzy zajmowali wysokie stanowiska i byli na pół świadomi, że problemy współczesnej ludzkości nie mogą dłużej być rozwiązane działaniami ekonomicznymi, politycznymi i socjalnymi. Tacy ludzie było poruszeni nowymi siłami działającymi w świecie, które miały pomóc ludzkości przetrwać nadchodzący kryzys”.
Bennett zgadzał się z tymi ideami, a także z tym, iż „ludzi jawnie interesujący się spirytyzmem i ezoteryką rzadko posiadali cechy potrzebne do zajmowania pozycji władzy” oraz że „istnieją dowody na to by wierzyć, że na świecie byli już ludzie zajmujący znaczące stanowiska, którzy byli w stanie patrzeć ponad ograniczenia narodowościowe i kulturowe oraz którzy widzieli, iż jedyną nadzieją ludzkości jest interwencja Siły Wyższej”.
Według Bennetta, Shah jakiś czas później zaangażował się w dyskusję z czołowymi przedstawicielami grup zwolenników Gurdżijewa w Nowym Jorku. W liście do Paula Andersona z 5 marca 1968 roku, Bennett napisał: „Madame de Salzmann i inni są świadomi swoich własnych ograniczeń i nie robią nic więcej poza tym do czego są zdolni. Podczas mojego pobytu w Nowym Jorku, wraz z Elizabeth odwiedziliśmy Fundację, gdzie spotkaliśmy śmietankę nowojorskich grup, a także samą Jeanne de Salzmann. Coś się szykuje, ale nie potrafię powiedzieć czy koniec będzie owocny. Chodzi mi o ich powiązania z Idries Shahem i jego zdolność wywracania wszystkiego do góry nogami. Z takimi ludźmi nie należy być pasywnym ani nie należy unikać tych spraw. Na dzień dzisiejszy musimy mieć nadzieję, że wydarzy się coś dobrego, a w tym czasie kontynuujmy naszą własną pracę...”.
Pisarka i psycholog kliniczny, Kathleen Speeth, pisała:
„Obserwując rosnący konserwatyzm w Fundacji [Gurdżijewa], John Bennett miał nadzieję, że nowa krew i przywództwo nadejdą skądś indziej... Mimo iż na swój sposób flirtowali z Shahem, nic z tego nie wyszło. Panujące [wśród liderów pracy Gurdżijewa] uczucie, że nic nie może się zmienić, że skarb im powierzony musi za wszelką cenę być zachowany w jego oryginalnej formie, było silniejsze niż jakakolwiek chęć zmiany”.

### Kontrowersje związane z Omarem Chajjamem
W późnych latach 60. i wczesnych 70., Shah był atakowany z powodu kontrowersji związanych z publikacją w 1967 roku nowego przekładów rubajjatów Omara Chajjama, wykonanego przez Roberta Gravesa i starszego brata Shaha, Omara Ali-Shaha. Tłumaczenie, które przedstawiało rubajjaty jako dzieło sufickie, było oparte na „ściągawce”, która miała pochodzić z manuskryptu, będącego w posiadaniu rodziny Shaha przez 800 lat. L.P. Elwell-Sutton, orientalista z Uniwersytetu Edynburskiego, i inni, którzy recenzowali tę książkę, byli przekonani, iż historia starożytnego manuskryptu jest fałszywa.
Graves spodziewał się, że ojciec Shaha, Ikbal Ali Shah, zaprezentuje oryginalny manuskrypt, aby wyjaśnić tę sprawę, jednak zginął on w wypadku samochodowym w Tangerze w listopadzie 1969 roku. Rok później, Graves poprosił Shaha by pokazał manuskrypt. Shah w liście odpowiedział, iż nie jest on w jego posiadaniu, a nawet gdyby był, przedstawienie go niczego by nie dowiodło, ponieważ przy użyciu obecnych metod jego wiek nie mógłby być dokładnie określony i jego autentyczność nadal byłaby podważana. To czas, pisał Shah, „kiedy zdaliśmy sobie sprawę, że hieny, które robią tak wiele hałasu, są nastawione jedynie na sprzeciw, destrukcję i prowadzenie batalii nawet jeśli, spójrzmy prawdzie w oczy, nikt ich nie słucha.” Dodał, iż jego ojciec był tak rozwścieczony tymi, którzy rzucali te oszczerstwa, że nie miał zamiaru zajmować się nimi, a sam Shah czuł, że reakcja jego ojca jest prawidłowa. Graves, zauważywszy, że był postrzegany jako ofiara wielkiego oszustwa brata Shaha i że miało to wpływ na sprzedaż innych historycznych dzieł, nalegał na pokazanie manuskryptu, by „ratować honor rodziny”. Naciskał na Shaha, przypominając mu obietnicę, że w razie potrzeby, manuskrypt zostanie upubliczniony.

### Późniejsze lata
Shah napisał około 24 książek przez kolejne lata, wiele z nich opartych na klasycznych źródłach sufickich. Jego pisma spodobały się szczególnie zachodnim intelektualistom i osiągnęły światowy nakład. Tłumacząc nauki sufickie na współczesny język psychologii, prezentował je w przystępny sposób. Jego baśnie ludowe, obrazujące mądrość sufizmu poprzez anegdoty i liczne przykłady, okazały się szczególnie popularne. Shah otrzymywał i przyjmował zaproszenia od wielu instytucji akademickich, takich jak Uniwersytet Kalifornijski, Uniwersytet Genewski, Universidad Nacional de La Plata oraz wiele brytyjskich uniwersytetów.Podjął też kilka podróży do swojego rodzinnego kraju, Afganistanu, gdzie zaangażował się w organizację pomocy. Później nawiązał do tych doświadczeń w książce Kara Kush, powieści o radzieckiej interwencji w Afganistanie.

## Życie osobiste
Shah ożenił się z Cynthią Kabraji w 1958 roku. W 1964 roku urodziła im się córka, Saira, a później w 1966 roku, bliźniaki – syn Tahir i córka Safia.

### Choroba
Późną wiosną 1987 roku, około roku po jego ostatniej wizycie w Afganistanie, Shah miał dwa rozległe zawały serca. Pomimo częstych nawrotów choroby, kontynuował pracę i w ciągu następnych 9 lat napisał kolejne książki.

### Śmierć
Idries Shah zmarł 23 listopada 1996 roku w Londynie w wieku 72 lat. Pochowany został na Brookwood Cemetery w hrabstwie Surrey. Według nekrologu w The Daily Telegraph, Shah był kolaborantem Mudżahedinów podczas inwazji sowieckiej w Afganistanie, dyrektorem Institute for Cultural Research oraz Royal Humane Society i Royal Hospital for Neuro-disability. Był także członkiem Athenaeum Club. W czasie kiedy zmarł, jego książki miały nakład ponad 15 milionów kopii w 12 językach na całym świecie, a ich recenzje pojawiły się w wielu międzynarodowych dziennikach i gazetach.

## Nauki
Shah przedstawiał sufizm jako formę ponadczasowej mądrości, poprzedzającej nawet islam. Podkreślał, że natura sufizmu jest żywa, nie statyczna, oraz zawsze dopasowuje swoje widzialne manifestacje do nowych czasów, miejsc i ludzi: „Szkoły sufickie są jak fale rozbijające się o skały: są z tego samego morza, w różnych formach, stworzone dla tego samego celu” napisał, cytując Ahmada al-Badawi. Shah często lekceważył orientalistyczne opisy sufizmu, utrzymując, że naukowe ani osobiste badania jego historycznych form i metod są niewystarczające by uzyskać jego pełne zrozumienie. Obsesja na punkcie jego tradycyjnych form może wręcz stać się przeszkodą: „Pokaż człowiekowi zbyt wiele kości wielbłąda, lub pokazuj je zbyt często, a nie będzie w stanie poznać żywego, gdy go napotka”. W ten właśnie sposób wytłumaczył swój pogląd w jednej ze swoich książek.
Shah, tak jak Inayat Khan, przedstawiał sufizm jako ścieżkę wykraczającą poza poszczególne religie, oraz zaadaptował go na potrzeby Zachodniej publiki. Jednak, w przeciwieństwie do Khana, przykładał mniejszą wagę do religijnych i duchowych pułapek i przedstawiał sufizm jako technikę psychologiczną, metodę lub naukę, która mogła być użyta do osiągnięcia samorealizacji. W związku z tym, jego podejście mogło wydawać się skierowane szczególnie do wyznawców nauk Gurdżijewa, studentów Human Potential Movement i intelektualistów zajmujących się współczesną psychologią. Pisał, na przykład, że „Sufizm (...) uznaje iż człowiek może stać się obiektywny i ten obiektywizm pozwala mu pochwycić 'wyższe' fakty. Przez to człowiek jest zachęcony by popychać swoją ewolucję naprzód w stronę czegoś co w sufizmie jest czasem nazywane 'prawdziwym intelektem'”. Shah nauczał, iż człowiek jest w stanie zyskać nowe subtelne zmysły w zależności od potrzeby:
„Sufi wierzą, iż ludzkość ewoluuje w stronę określonego przeznaczenia. Wszyscy bierzemy udział w tej ewolucji. Organy wykształcają się z powodu zapotrzebowania na konkretne organy (Rumi). Ludzki organizm produkuje nowy układ organów w odpowiedzi na takie zapotrzebowanie. W czasach wykraczania poza czas i przestrzeń, układ organów dotyczy wykraczania poza czas i przestrzeń. Co zwykli ludzie uważają za sporadyczne i okazjonalne wybuchy telepatycznej lub proroczej mocy, przez sufich jest postrzegane jako początkowe mieszanie się tych samych organów. Różniącą między ewolucją do tego momentu, a obecną potrzebą ewolucji jest to, iż przez ostatnie 10 tysięcy lat dano nam możliwość świadomej ewolucji. Ta rozrzedzona ewolucja od której zależy nasza przyszłość, jest więc niezbędna.”
- Idries Shah, The Sufis.
Shah odrzucał inne Wschodnie i Zachodnie koncepcje sufizmu, ponieważ były „zbyt rozmyte, uogólnione lub stronnicze.” Zaliczał do nich nie tylko wersję Khana, ale także wyraźnie muzułmańskie formy sufizmu z krajów islamskich. Dzieła współpracowników Shaha określają go mianem Wielkiego Szejcha Sufizmu - przypisując mu pozycję, której jednak żaden inny sufi nie potwierdzał.
Shah wielokrotnie charakteryzował swoje prace jako jedynie wstępne badania sufizmu, tak jak nauka czytania i pisania może być wstępem do studiów o literaturze: „Dopóki psychologia nie jest odpowiednio ukierunkowana, nie ma duchowości, a może się pojawiać obsesja i emocjonalność, często mylona z duchowością.” „Każdy kto próbuje zaszczepić praktyki duchowe w zatwardziałej osobowości”, argumentował, „skończy z pewnego rodzaju odchyleniem.” Z tego powodu, większość jego prac po The Sufis była natury psychologicznej, skupiając się na atakowaniu nafs-i-ammara, fałszywego ego: „Nie mogę dać wam nic poza sposobem zrozumienia jak szukać – ale wy myślicie, że już potraficie to robić.” Shaha wielokrotnie krytykowano za brak wzmianek o Bogu w jego pracach. Odpowiadał, iż biorąc pod uwagę obecny stan ludzkości, nie miałoby to większego sensu. Zilustrował ten problem w jednej z przypowieści w swojej książce Thinkers of The East: „Gdy okazało się, że znam język mrówek, podszedłem do jednej i zapytałem 'Jaki jest Bóg? Czy przypomina mrówkę?' Ona odpowiedziała: 'Bóg! Wręcz przeciwnie – my mamy tylko jedno żądło, a On ma dwa!'”.

## Odbiór
Książki Idriesa Shaha o sufizmie osiągnęły znaczne uznanie krytyków. W 1969 był bohaterem dokumentu BBC(One Pair of Eyes), a dwie jego książki (The Way of the Sufi i Reflections) zostały wybrane przez program BBC The Critics książkami roku. Wśród innych zaszczytów, znalazło się sześć pierwszych nagród od UNESCO World Book Year w 1973 roku, a islamski naukowiec James Kritezck, określił Tales of the Dervishes Shaha jako „pięknie przetłumaczone”.
Kolekcja pozytywnych ocen pracy Shaha zatytułowanej Sufi Studies: East and West została opublikowana w 1973 roku i zawierała artykuły takich autorów jak L. F. Rushbrook Williams, Rom Landau, Mohammad Hidayatullah, Gyula Germanus, Sir John Glubb, Sir Razik Fareed, Ishtiaq Hussain Qureshi, Ahmet Emin Yalman, Mahmoud Youssef Shawarbi i Nasrollah S. Fatemi.
Pionierskiego tłumaczenia dzieł Shaha na język polski dokonała Ivonna Nowicka. W latach 1999–2000, przełożyła ona z własnej inicjatywy, nie mając wydawcy, Opowieści derwiszów. Po kilku nieudanych kontaktach z różnymi wydawnictwami, w tym z Wydawnictwem Jacek Santorski & Co, które było niezainteresowane, w końcu znalazła wydawcę. Było nim Wydawnictwo WAM, które w 2002 roku książkę opublikowało. Kolejnymi pozycjami w przekładzie Nowickiej była Mądrość głupców i Zaczarowana świątynia (dla wydawnictwa Drzewo Babel).